# お嬢さん (三島由紀夫)
『お嬢さん』（おじょうさん）は、三島由紀夫の長編小説。ドライで強気だったはずのうぶな女子大生のお嬢さんが、結婚を境に彼の女性関係に疑心暗鬼する女に変遷しながら、奥さんとして成長してゆく物語。恋愛模様を描いた娯楽的な趣の中にも、メタフィクションの試みや、ヒロインの揺れ動く心理の変化に伴って人物間の関係性が「鏡像的」に入れ替わる様が描かれ、最も見下していた相手から最後に救われるというアイロニーの効いた作品となっている。
1960年（昭和35年）、雑誌『若い女性』1月号から12月号に連載され、同年11月25日に講談社より単行本刊行された。翌年1961年（昭和36年）2月15日には、若尾文子主演で映画も封切られ、1962年（昭和37年）と1967年（昭和42年）にはそれぞれフジテレビ系列（前者は系列局の関西テレビ制作）でドラマ化された。文庫版は2010年（平成22年）4月25日に角川文庫で刊行された。

## 主題
三島由紀夫は『お嬢さん』について、その4年前に書いた『永すぎた春』の〈その先の人生を書きたい〉という意図だとし、以下のように説明している。

## あらすじ
大海電気株式会社取締役兼業務部長の藤沢一太郎の娘・かすみは恵まれた堅実な一家で育った20歳のお嬢さんであった。成城学園の一劃に住む一家の父・一太郎は庭いじりが趣味で、2号や愛人もなく、母・かよりも良妻賢母の円満な家庭であった。7歳上の兄・正道も新婚で、美人妻・秋子とアパートで幸せに暮していた。かすみの女子大の友人・知恵子の家は両親が別居し、父親は2号と住んでいた。かすみは一波乱あった知恵子を羨ましく思ったりもした。知恵子は恋愛や結婚にロマンチックな夢を持っていたが、かすみは結婚には重要性を持ってなく、これと思う人がいたら、いつでも結婚するつもりだった。しかし、恋愛はいらないと大人びて割り切るドライな反面、かすみは知らない男に言い寄られただけでも怖くてドキドキする根っからの「お嬢さん」だった。
かすみの家には、ほぼ毎週日曜日、父の会社の部下の青年社員の牧、沢井、尾崎らがやって来ていた。父・一太郎がそれとなく、かすみの花婿候補によさそうな者を招いているのだった。ある日、かすみは知恵子と暇つぶしに散策していた東京駅の横須賀線のホームで、その社員の1人・沢井景一が芸者らしき女と神妙な顔で歩いているのを見かけた。いつもは明るい好青年の沢井の違う面を見た気がしたかすみは、彼に興味を持ちはじめた。沢井は知恵子の又従兄でもあった。
父・一太郎がアメリカ流儀を真似て、頼んでもいないのに娘のために自宅でダンス・パーティーを開いた。かすみは沢井と踊っている時に、東京駅での目撃を耳打ちした。沢井は一太郎に内緒にしてくれるなら詳細を話すという条件で次の日に外で会う約束をした。それがきっかけで2人は頻繁に会うようなった。沢井は銀座の洋品店の店員・浅子と別れたいが、彼女から結婚できなければと死ぬと脅され困っていた。2人はそんなことを有栖川恩賜公園で話すうちに接吻を交わした。
いつの間にか沢井に恋していたかすみは、「結婚しちゃえばいいのよ、あなたが別の人と。たとえば私と」と言ってしまった。かすみが好きだった沢井は大喜びした。そして、かすみが気がかりだった父・一太郎の沢井に対する身辺調査書も、浅子や芸妓の紅子のことも調査されておらず、2人はすんなりと両親に結婚を認められた。一方、知恵子と付き合い始めていた牧周太郎の身辺調査書には、2年前から酒場の女と同棲していることが書かれてあった。
結婚後、かすみが新婚の大森のアパートで夕食の支度をしていると、女の訪問者があった。かすみは、彼女が銀座の洋品店・エル・ドラドオの浅子だと直感でわかった。かすみは平静を装い、帰宅した夫・景一と浅子の話を台所で見守っていたが、すんなりと帰るそぶりを見せた浅子が、急にベランダに走り出し飛び降りようとした。何とかそれを阻止したが、浅子はおそろしい泣き声でうずくまり、くちゃくちゃになって帰って行った。
その後も不安なかすみは、知恵子にそれを相談したが、牧との進展した自分の恋愛話の方に夢中で無神経な知恵子に対して、やや怒りを感じたかすみは今まで黙っていた牧の身辺調査の結果をいまさらお為ごかしに話してしまった。怒った知恵子は、景一が浮気をしているかのような想像や、かすみに嫉妬の種を植え付けるような悪意のある言葉を放った。それ以来、かすみの頭の中には景一への疑心暗鬼でいっぱいになった。兄嫁・秋子と景一が親しく話しているのを見ただけで、様々な想像をめぐらし泣いた。かすみの異変に勘づいた秋子から忠告をうけた景一が、かすみの誤解を解こうとしても、まだ不安で半信半疑だった。
新年早々、かすみは家出をしようとタクシーで東京駅に向かったが、車の中で気が変ったかすみは、男物の汚れたスポーツ・シャツをわざと洋服ダンスの中に忍ばせ、景一の嫉妬を誘おうという作戦に思いつき、銀座で降りた。かすみは手ごろな店を探しているうちに、エル・ドラドオに来てしまった。浅子は違う人のように朗らかに元気になっていた。かすみが景一のサイズや好みと全く違うシャツを買って出て行こうとした時、浅子からお茶に誘われた。
かすみは浅子から、アパートに来た時の醜態の心理状態の真摯な話や、吹っ切れて新たな恋人ができ近々結婚する話を聞いているうちに彼女と打ち解けて、自分の今の悩みを彼女に打ち明けた。浅子は、「あなたはお嬢さんだわ。本当に困ったお嬢さん」と言い、何故もっと泣いたり叫んだりして、景一に体当たりして嫉妬をぶつけないのか、もっとしゃにむに旦那様を愛しなさいとアドバイスをし、「あなたはちゃんと旦那様をお尻に敷く相が出ていてよ」とかすみを励ました。
かつて結婚前には、気違いじみた未練がましい女だと軽蔑の対象でしかなかった浅子が、今やかすみには立派な彫像のように見え、自分がヤワな張子細工のように感じた。投身自殺をしようとしたときの迫力を、浅子は今の陽気な底にも見事に折り畳み、死へも、生へ向かっても力強く羽ばたかせる逞しい翼を持っていた。かすみはそういう翼を今こそ持たなければと思った。
その後、一太郎夫婦は娘・かすみから嬉しい妊娠報告の電話を受け、カレンダーをめくって出産予定日の9月末の七曜いっぱいに印をつけた。

## 作品評価・研究
『お嬢さん』は、『永すぎた春』などと同様、昭和30年代の社会風俗小説として位置づけられている作品ではあるが、ありきたりな恋愛風俗小説とはやや一線を画している。森晴雄は、『お嬢さん』は軽い読み物でありながらも、「ものを考えない青年」である沢井への憧れや、恋敵であった浅子から、〈気取って、内攻して、インテリの誇りで自分を抑へて、まはりの罪のない人たちをみんな疑つて〉かかるような〈本当に困つたお嬢さん〉と言われるかすみに、三島の「インテリへの批判」が看取されると解説している。
市川真人は、「少女小説的なエンターテインメント」として扱われる『お嬢さん』と、「後世に残る文学作品」として語られる『宴のあと』を比較し、どちらもストーリー展開的に見れば、「エンターテイニング」であるが、その「描きうる心理の幅や深み」の差や、『お嬢さん』の楽天的なハッピーエンドと、読後に「わりきれなさ」を残す『宴のあと』とでは、「考え続けさせる熱量」が全く違うのは確かではあるとしつつも、ファッションや料理を楽しむ若い女性向けの雑誌『若い女性』掲載という条件の限定下で書かれて「通俗小説」と呼ばれる『お嬢さん』も、ただの「娯楽的なだけ」ではなかったとしている。
市川は、『お嬢さん』の設定や人物造形は「劇画めいて」見えるものの、ヒロイン・かすみの「小悪魔的な奔放さの魅力とそのじつ男性を知らぬがゆえの小心」が、結婚を境に「弱さ」へと変化し、自分で書いた創作日記の記述によって、疑心暗鬼に陥ってゆくところには、「作品内フィクションを読んだ登場人物が自身の存在に影響を及ぼす」という現代でも行われている「メタ・フィクション」の試みが見られると解説し、そうしたヒロインの心理の移行に伴い、「登場人物同士の役割が鮮やかに入れ代わってゆく鏡像的な物語構造は、単なる娯楽小説には納まりきらない」としている。そして市川はそのことを押し進めて、難解に見える小説でも、それを解読することは読者には一種の「愉楽」であり、全ての小説は何らかのかたちで読者を「エンターテイン」し、また「思弁的」でありうると考察しながら、「よしんば『お嬢さん』に紋切型の女子像しか感じられなかったとしても、ならば『豊饒の海』を書きもする三島がなぜわざわざそんな女子像を書いたか、について飽かずに考え続けることはできる」としている。
竹内清己は、『お嬢さん』の「作中の〈アメリカ人の家庭生活〉、〈ブルジョア的幸福の漫画〉が可能になった戦後日本の経済成長」と、それに対する「文学の防衛の問題」が作品から看取できるとし、「恋愛心理のドラマによる〈月並みな幸福〉の破綻、〈常識的安逸〉からの一点しての悲劇」という「虚構のプロットが読者を導く結末の予測」を裏切っているところに、三島の意図が隠されていると考察しながら、以下のように解説している。

## 映画化
『お嬢さん』（大映） 1961年（昭和36年）2月15日封切。カラー 1時間19分。公開時の惹句は、「お見合いなんて福引きよ！ お嬢さんの素敵な冒険！」である。

### キャスト
- 藤沢かすみ：若尾文子
- 沢井景一：川口浩
- 花村チエ子：野添ひとみ
- 牧周太郎：田宮二郎
- かすみの父・藤沢一太郎：清水将夫
- かすみの母・藤沢かより：三宅邦子
- かすみの兄・藤沢正道：友田輝
- 正道の妻・秋子：中田康子
- 浅子：仁木多鶴子
- 紅子：中川弘子
- 女中・ヨシイ：宮川和子
- チエ子の母・貞代：平井岐代子
- 川上：北原義郎
- 尾崎：立花良一
- 「おそめ」のおかみ：耕田久鯉子
- ハイテーンの女子：田代真弓
- 旦那風の男：谷謙一
- 姐さん芸者：新宮信子
- 若者：森一夫
- 「花村」の女中：奈良ひろみ
- ファンキーガール：瀬戸良子
- ファンキーボーイ：伊奈久男
- タクシーの運転手：志保京助
- モギリ娘：磯奈美枝
- 管理人：竹里光子
- 「エル・ドラドオ」の男店員：松本幹二
- 邦江：穂高のり子
- シャンソン歌手：中原美紗緒

### スタッフ
- 監督：弓削太郎
- 脚本：長谷川公之
- 音楽：池野成
- 撮影：小林節雄
- 美術：山口熙
- 照明：柴田恒吉
- 企画：藤井浩明
- 製作：中泉雄光

ヒロインが若尾文子に決まった経緯は、三島が若尾と共演した映画『からっ風野郎』の撮影の合間に、次の小説『お嬢さん』の構想を若尾に話したことがきっかけであった。すでに映画『永すぎた春』でも三島作品のヒロインを演じていた若尾は、「私、かすみの役をやりたいわ」と三島に申し出た。三島はすぐに、「それでは、若尾ちゃんに映画化権をあげましょう」と言って決まった。
若尾は『お嬢さん』の撮影で自分が着る衣裳22点をデザインした。この衣裳は「若尾ちゃんの『お嬢さん』モード」と呼ばれるほど大人気となり、某デパートから「お嬢さんコーナー特売」の申し込みがあったという。

### 主題歌
「お嬢さん」
作詞：三島由紀夫 / 作曲：飯田三郎 / 歌唄：中原美紗緒、キング合唱団 / 演奏：キングオーケストラ
キングレコードより1961年（昭和36年）1月31日発売（EPレコード）。
※ 収録はA面。B面は青山ヨシオの「たった一つの花」となっている。

## テレビドラマ化

### 1962年版
1962年（昭和37年）6月20日から同年7月25日までフジテレビ系列局で放送。関西テレビ製作。全6話。放送時間は毎週水曜 13:00 - 13:30 （日本標準時）。

#### キャスト
- 藤由紀子
- 浅香春彦
- 若原雅夫
- 橘公子
- 高倉みゆき
- 飯沼慧
- ほか

#### スタッフ
- 脚色：鶉野昭彦
- 演出：藤信次
- 制作：関西テレビ

| フジテレビ系列 水曜13:00枠            | フジテレビ系列 水曜13:00枠                             | フジテレビ系列 水曜13:00枠                   |
| 前番組                                | 番組名                                                 | 次番組                                       |
| ------------------------------------- | ------------------------------------------------------ | -------------------------------------------- |
| 野望 （1962年4月4日 - 1962年6月13日） | お嬢さん（1962年版） （1962年6月20日 - 1962年7月25日） | 夢を失わず （1962年8月8日 - 1962年10月31日） |

### 1967年版
1967年（昭和42年）10月8日から1968年（昭和43年）3月31日までフジテレビ系列局で放送。フジテレビと松竹の共同製作。全25話。放送時間は毎週日曜 21:00 - 21:30 （日本標準時）。

#### キャスト
- 生田悦子
- 山口崇
- 青柳美枝子
- 山形勲
- 三宅邦子
- 工藤堅太郎
- 亀石征一郎
- 笠智衆
- 沢村貞子
- 尾崎奈々
- 梓英子
- 宗方晴美
- ほか

#### スタッフ
- 脚色：山本優一郎
- 監督：生駒千里
- 制作：フジテレビ、松竹

#### 主題歌
「お嬢さん」
作詞：横井弘 / 作曲：小川寛興 / 歌唄：倍賞千恵子
| フジテレビ系列 日曜21:00枠                  | フジテレビ系列 日曜21:00枠                             | フジテレビ系列 日曜21:00枠 |
| 前番組                                      | 番組名                                                 | 次番組 |
| ------------------------------------------- | ------------------------------------------------------ | --- |
| おにいさん （1967年4月9日 - 1967年10月1日） | お嬢さん（1967年版） （1967年10月8日 - 1968年3月31日） | 日曜映画劇場（第1期） （1968年4月7日 - 1968年9月29日） ※20:00 - 21:26 【日曜19:30枠から移動】芸能トピックス ※21:26 - 21:30 【日曜20:56枠から移動】 |

## おもな刊行本
- 『お嬢さん』（講談社、1960年11月25日） NCID BN1099403X
  - 装幀：中林洋子。紙装。機械函。白色帯。280頁
  - 巻末に写真1葉（著者肖像）。帯（表）に著者肖像写真、「大映映画化」とあり。
- 『お嬢さん』（講談社・ロマン・ブックス、1962年11月10日） 
  - 装幀：村上芳正。紙装。
- 新装版『お嬢さん』（講談社、1967年10月8日） 
  - カバー装幀：栃折久美子。紙装。白色帯。
  - 帯に「フジTV放映中」とあり、テレビドラマのスチール1葉（表）。
  - ※ 1962年11月のロマン・ブックスの新装版。
- 文庫版『お嬢さん』（角川文庫、2010年4月25日）
  - カバー装幀：國枝達也。赤色帯。解説：市川真人。帯（表）に著者肖像写真。

### 全集収録
- 『三島由紀夫全集12巻（小説XII）』（新潮社、1974年2月25日）
  - 装幀：杉山寧。四六判。背革紙継ぎ装。貼函。
  - 月報：野坂昭如「三島ラビリンス」。《評伝・三島由紀夫 10》佐伯彰一「伝記と評伝」。《同時代評から 10》虫明亜呂無「『永すぎた春』をめぐって」
  - 収録作品：「永すぎた春」「足の星座」「色好みの宮」「影」「お嬢さん」「愛の疾走」
  - ※ 同一内容で豪華限定版（装幀：杉山寧。総革装。天金。緑革貼函。段ボール夫婦外函。A5変型版。本文2色刷）が1,000部あり。
- 『決定版 三島由紀夫全集8巻 長編8』（新潮社、2001年7月10日）
  - 装幀：新潮社装幀室。装画：柄澤齊。四六判。貼函。布クロス装。丸背。箔押し2色。
  - 月報： 吉村昭「『金閣寺』という傑作」。芥川瑠璃子「鮮やかに蘇るあの頃」。［小説の創り方8］田中美代子「廃された王位」
  - 収録作品：「宴のあと」「お嬢さん」「獣の戯れ」「『宴のあと』創作ノート」「『獣の戯れ』創作ノート」